# René-Louis Chartier de Lotbinière
Pour les articles homonymes, voir Lotbinière.
René-Louis Chartier de Lotbinière, né le 14 novembre 1641  à Paris et mort le 3 juin 1709 à Québec, est un lieutenant général au siège de la Prévôté de Québec et Amirauté de Québec, subdélégué de l’intendant, officier de la Milice canadienne.

## Biographie
René-Louis Chartier de Lotbinière était le fils de Louis-Théandre Chartier de Lotbinière, (1612–1688), procureur général du Canada et lieutenant-général de la prévôté de Québec pour la Nouvelle-France.
Le 13 octobre 1651, il débarque avec les autres membres de la famille Lotbinière au port de Québec au Canada. Il fait, par la suite, ses études au Collège des jésuites de Québec.  
En septembre 1666, à la tête d'une compagnie de soldats, le lieutenant prend le contrôle d'un village Agniers en territoire de l'Iroquoisie. René-Louis Chartier de Lotbinière étudie ensuite le droit avec son père, principal officier de justice en la Sénéchaussée de Québec puis en la Prévôté de Québec. 
Le 13 janvier 1670, il prend la charge de substitut du procureur général, au Conseil souverain de la Nouvelle-France en remplacement de Jean Bourdon décédé en 1668. Le 2 juin 1673, il est promu lieutenant-colonel de la milice de Québec. Le 29 mai 1674, il est nommé conseiller au Conseil souverain, sur présentation de la Compagnie des Indes occidentales.
Le 26 avril 1675, le roi de France, Louis XIV, le nomme Conseiller à vie. Le 1er mai 1677, il succède à son père, démissionnaire en raison de son âge, comme lieutenant général civil et criminel de la Prévôté de Québec.
Le 6 juillet 1684, il reçoit du gouverneur de la Nouvelle-France, Joseph-Antoine Le Febvre de La Barre, le commandant du régiment de Québec (204 hommes), et c'est à ce titre qu'il accompagne le gouverneur dans son expédition contre les Iroquois. 
Le 6 juin 1690, il est nommé colonel d’une compagnie des miliciens de Québec et prend part à la défense victorieuse de la ville de Québec, assiégée par les troupes de William Phips. En 1701, il est l’un des directeurs de la Compagnie de la Nouvelle-France. Le 1er juin 1703, Louis XIV le nomme premier conseiller au Conseil supérieur.
Le 7 janvier 1708, l'officier François Mariauchau d'Esgly épouse à Québec Louise-Philippe Chartier de Lotbinière, fille de René-Louis Chartier de Lotbinière et de Marie-Madeleine Lambert. Ils eurent plusieurs enfants dont Louis-Philippe Mariauchau d'Esgly, l'évêque de Québec ainsi que Louise Mariachau d'Esgly qui épousa en 1732, le commandant et armateur François Martel de Brouague.

## Œuvre littéraire
En 1658, il apparaît dans une pièce de théâtre de circonstance intitulée « La réception de Monseigneur le Vicomte d'Argenson par toutes les nations du païs de Canada à son entrée au Gouvernement de la Nouvelle-France » dans laquelle il joue le rôle du Génie des forêts. Cette pièce est jouée par les élèves du Collège des jésuites pour accueillir le dignitaire à Québec.
Chartier de Lotbinière est également l'auteur d'un long poème intitulé « Sur le Voyage de Monsieur de Courcelles gouverneur et lieutenant général pour le Roy en La Nouvelle-France en l'année 1666. Vers burlesques » qui relate l'expédition du gouverneur Daniel-Rémy de Courcelles en Iroquoisie à laquelle il a lui-même pris part en tant que lieutenant. Ce texte aurait servi de pièce de circonstances pour célébrer de manière humoristique le retour des Français dans la colonie après leur expédition infructueuse contre les Agniers à l'hiver 1666 dans le cadre des Guerres franco-iroquoises.